# 任道鎔
任 道鎔（じん どうよう、Ren Daorong、1823年 - 1906年）は、清末の官僚。字は筱沅。江蘇省宜興県出身。
抜貢であったが、咸豊年間に団練を組織して太平天国に備え、訓導に任じられた。さらに軍費を提供したことで当陽知県・江夏知県を歴任した。1863年、順徳知府に昇進し、直隷に侵入した捻軍を沙河などで破った。善政を直隷総督の曽国藩・李鴻章に評価され、1870年に開帰陳許道に昇進した。1875年に直隷按察使代理となり、江西按察使、浙江布政使、直隷布政使を歴任した。1881年に山東巡撫に昇進し、緑営の改革や交通の整備を行ったが、弾劾を受け解任された。
その後、郷里に戻っていたが、1896年に河道総督に起用された。1900年に義和団の乱が発生した際には河南省でも蜂起が起きたが、冷静に対処し、河南省の防衛に協力した。1901年、浙江巡撫に転任となったが、間もなく引退した。